# Ouranopithecus
Ouranopithecus é um género de primata extinto, ao qual pertence a espécie O. Macedoniensis, cujos fósseis foram encontrados na Grécia e datados em cerca de nove milhões de anos.
Embora seja consensual que este primata pertencia à superfamília Hominoidea, não é claro se se trataria de um Dryopithecidae ou de um Hominidae. Além disso, alguns autores defendem que esta espécie pode ser a mesma anteriormente classificada como Graecopithecus freybergi.